# Olsa Brakel
Olsa Brakel is een Belgische voetbalclub uit Brakel. De club is bij de KBVB aangesloten met stamnummer 5553 en heeft geel en zwart als clubkleuren. Zowel de heren (tweede afdeling) als de dames (Tweede klasse) spelen in de nationale reeksen.

## Geschiedenis
De club uit Nederbrakel sloot zich als Oud Leerlingenverbond Sint-Augustinus Nederbrakel (Olsa Nederbrakel) in 1952 aan bij de Belgische Voetbalbond en ging van start in de provinciale reeksen. In de gemeente was sinds vorig decennium ook al FC Brakel actief, dat bij de voetbalbond was aangesloten met stamnummer 3440. In 1975 werd de naam afgekort tot Olsa Brakel.
Olsa Brakel bleef vier decennia lang in de provinciale reeksen voetballen, tot het in 1990 voor het eerst de nationale reeksen bereikte. Brakel kon er zich vlot handhaven in Vierde Klasse en eindigde er in zijn tweede seizoen, 1990/91, meteen als tweede in zijn reeks. De club bleef in Vierde, maar kon de volgende jaren dit resultaat niet meer herhalen. In 1997 strandde men uiteindelijk op een laatste plaats en na zeven jaar nationaal voetbal degradeerde de club weer.
De club bleef een decennium in de provinciale reeksen, tot men in 2007 opnieuw promoveerde naar Vierde Klasse, na het winnen van de provinciale eindronde tegen De Jeugd Lovendegem en KFC Eeklo. Brakel was er zijn eerste twee seizoenen een modale middenmoter, tot 2009/10. Dat jaar eindigde men als derde en mocht de ploeg naar de eindronde. Brakel stootte er door tot in de finale. Doordat in de hogere reeksen een aantal clubs verdwenen of fusioneerden, bleek deze finale zelfs overbodig. Voor het eerst in de clubgeschiedenis promoveerde Olsa Brakel zo naar Derde Klasse.
In 2014/15 bereikte Olsa Brakel de zestiende finales van de Beker van België en daar versloeg men eersteklasser KVC Westerlo met 6-1. In de daaropvolgende kwartfinale verloor men met 2-3 van eersteklasser KV Mechelen voor een recordopkomst van 3000 toeschouwers.  Een jaar later werden de damesploeg van Olsa Brakel provinciaal kampioen, sindsdien spelen ook zij in de nationale reeksen.
In 2020/21 bereikte Olsa Brakel opnieuw de zestiende finales van de beker van België. Het trof landskampioen Club Brugge. Olsa Brakel verloor de wedstrijd met 6-1 in het Jan Breydelstadion .

## Resultaten

### Heren
| Seizoen | Klasse | Klasse | Klasse | Klasse | Klasse | Klasse | Reeks                                                    | Punten                                                   | Opmerkingen                                                                   |
|         | I      | I      | II     | III    | IV     | P.I    |                                                          |                                                          |                                                                               |
| ------- | ------ | ------ | ------ | ------ | ------ | ------ | -------------------------------------------------------- | -------------------------------------------------------- | ----------------------------------------------------------------------------- |
| 2005/06 |        |        |        |        |        | 2      | Eerste prov. O-Vl                                        | 53                                                       |                                                                               |
| 2006/07 |        |        |        |        |        | 2      | Eerste prov. O-Vl                                        | 54                                                       | Winst in eindronde voor promotie                                              |
| 2007/08 |        |        |        |        | 9      |        | Vierde klasse A                                          | 43                                                       |                                                                               |
| 2008/09 |        |        |        |        | 11     |        | Vierde klasse A                                          | 38                                                       |                                                                               |
| 2009/10 |        |        |        |        | 3      |        | Vierde klasse A                                          | 48                                                       | Promotie via eindronde                                                        |
| 2010/11 |        |        |        | 14     |        |        | Derde klasse A                                           | 38                                                       |                                                                               |
| 2011/12 |        |        |        | 8      |        |        | Derde klasse A                                           | 45                                                       |                                                                               |
| 2012/13 |        |        |        | 14     |        |        | Derde klasse A                                           | 39                                                       |                                                                               |
| 2013/14 |        |        |        | 6      |        |        | Derde klasse A                                           | 50                                                       |                                                                               |
| 2014/15 |        |        |        | 4      |        |        | Derde klasse A                                           | 55                                                       |                                                                               |
| 2015/16 |        |        |        | 10     |        |        | Derde klasse A                                           | 46                                                       |                                                                               |
|         | 1A     | 1B     | 1Am    | 2Am    | 3Am    | P.I    | Vanaf 2016-17 zijn er 3 nationale en 2 regionale niveaus | Vanaf 2016-17 zijn er 3 nationale en 2 regionale niveaus | Vanaf 2016-17 zijn er 3 nationale en 2 regionale niveaus                      |
| 2016/17 |        |        |        | 6      |        |        | Tweede klasse Am. A                                      | 43                                                       |                                                                               |
| 2017/18 |        |        |        | 9      |        |        | Tweede klasse Am. A                                      | 41                                                       |                                                                               |
| 2018/19 |        |        |        | 16     |        |        | Tweede klasse Am. A                                      | 28                                                       | Degradatie                                                                    |
| 2019/20 |        |        |        |        | 3      |        | Derde klasse Am. A                                       | 46                                                       | Vroegtijdig gestopt wegens Corona, promotie                                   |
| 2020/21 |        |        |        | -      |        |        | Tweede afdeling A                                        | -                                                        | Competitie geschrapt wegens Corona                                            |
| 2021/22 |        |        |        | 3      |        |        | Tweede afdeling A                                        | 58                                                       | Winst in de eindronde voor promotie, maar geen licentie voor Eerste nationale |
| 2022/23 |        |        |        | 13     |        |        | Tweede afdeling A                                        | 44                                                       |                                                                               |
| 2023/24 |        |        |        | 14     |        |        | Tweede afdeling A                                        | 39                                                       |                                                                               |
| 2024/25 |        |        |        | 15     |        |        | Tweede afdeling A                                        | 28                                                       |                                                                               |
| 2025/26 |        |        |        |        |        |        | Derde afdeling A                                         |                                                          |                                                                               |

## Bekende (ex-)spelers
- Sandy Martens
- Pieter Merlier

## Dames Olsa Brakel
| Seizoen | Reeks                     | Niveau | Plaats | Punten | Beker       | Opmerkingen                                                                                          |
| ------- | ------------------------- | ------ | ------ | ------ | ----------- | --- |
| 2015/16 | Eerste provinciale        | 5      | ?      | ?      | ?           | Dubbele promotie door competitiehervorming en winst in eindronde tegen SK Staden en Ladies Oudenburg |
| 2016/17 | Tweede klasse A           | 3      | 11     | 28     | Derde ronde | |
| 2017/18 | Tweede klasse A           | 3      | 11     | 20     | ?           | |
| 2018-19 | Tweede klasse A           | 3      | 7      | 39     |             | |
| 2019-20 | Tweede klasse A           | 3      | 11     | 23     |             | |
| 2020-21 | Tweede klasse A           | 3      | -      | -      |             | Seizoen geschrapt wegens Covid-19                                                                    |
| 2021-22 | Tweede klasse A           | 3      | 10     | 28     |             | |
| 2022-23 | Tweede klasse A           | 3      | 13     | 15     |             | degradatie                                                                                           |
| 2023-24 | Eerste Provinciale O-VL.  | 4      | 1      | 60     |             | kampioen                                                                                             |
| 2024-25 | Interprovinciale klasse A | 3      | 1      | 58     |             | Kampioen                                                                                             |
| 2025-26 | Eerste klasse             | 2      |        |        |             | |